# مرسيناوية
المرسيناوية (الاسم العلمي:Myrsineae) هي قبيلة من النباتات تتبع الفصيلة الربيعية من رتبة القرنفليات.

## أجناس المرسيناوية
- الإمبيلية